# Edmund Goetze
Edmund Goetze (* 26. September 1843 in Dresden als Carl Edmund Götze; † 18. Juni 1920 ebenda) war ein deutscher Lehrer und Germanist.

## Leben und Wirken
Nach dem Schulbesuch und einer Lehrerausbildung wurde Goetze 1868 Lehrer am Krause’schen Institut in Dresden. 1869 erfolgte seine Ernennung zum Oberlehrer am Gymnasium und an der Realschule in Plauen im Vogtland. Ab  November 1871 war Goetze als Professor am Königlichen Kadettenhaus in Dresden tätig. Er verstarb 1920 in Dresden und wurde auf dem Inneren Neustädter Friedhof beigesetzt.

## Publikationen (Auswahl)
- De Productione syllabarum suppletoria linguae latinae. In: Curtius’ Studien. I. 2. S. 141–190.
- Hans Sachs. Zeichnungen von Peter Halm. Buchner, Bamberg 1890 (Bayerische Bibliothek, Bd. 19).
- Karl Goedeke: Grundriss zur Geschichte der deutschen Dichtung aus den Quellen. 2., ganz neu bearb. Aufl. Bd. 4–10, nach dem Tode des Verfassers in Verbindung mit Fachgelehrten fortgeführt von Edmund Goetze. Ehlermann, Dresden 1891–1913.
- (Hrsg.) Hans Sachs. Sämtliche Fastnachtspiele, in chronologischer Ordnung nach den Originalen. 7 Bde., Niemeyer, Halle a. S. 1880–1887.
- mit Carl Drescher (Hrsg.): Hans Sachs. Sämtliche Fabeln und Schwänke. Niemeyer, Halle a. S., 1913.